# 12-Bar Original
«12-Bar Original» es una canción instrumental de The Beatles. Fue grabada en 1965, pero no estuvo disponible comercialmente hasta 1996 cuando se incluyó una segunda toma de esta canción en el álbum Anthology 2; la versión completa dura aproximadamente 7 minutos.
Es una de las pocas canciones que se le acreditan a Lennon/McCartney/Harrison/Starkey con derechos de autor de MPL Communications Ltd, Lenono Music, Harrisongs y Startling Music Ltd. Otras canciones acreditadas a los cuatro miembros de la banda son "Flying", de Magical Mystery Tour, "Dig It" de Let It Be y "Christmas Time (Is Here Again)", el lado B del sencillo Free as a Bird de 1995.
Sólo John Lennon y Ringo Starr han comentado acerca de la canción. Lennon dijo durante una entrevista de la radio estadounidense que la única pista de The Beatles que recuerda que no haya sido editada era ésta. Ringo Starr le dijo al periodista Peter Palmiere que entre los cuatro escribieron la pista y que él tenía un acetato de una de las versiones. La cita fue posteriormente usada por Palmiere en la revista DISCoveries en 1993 y por Jim Berkenstadt y Belmo en su libro «Black Market Beatles».
"12-Bar Original" fue el primer instrumental de The Beatles después de firmar para EMI, y fue producido por George Martin en Abbey Road Studios, Londres. Los otros cuatro instrumentales del grupo son el ya mencionado "Flying", una versión no lanzada de esa canción llamada "Aerial Tour Instrumental", "Cayenne" y "Cry for a Shadow".

## Personal
- George Harrison - guitarra
- John Lennon - guitarra
- Paul McCartney - bajo
- Ringo Starr - batería
- George Martin - armonio

Personal por Ian MacDonald.